# Jonage
Jonage és un municipi francès, situat a la metròpoli de Lió i a la regió de Alvèrnia - Roine-Alps. L'any 2007 tenia 5.767 habitants.

## Demografia

### Població
El 2007 la població de fet de Jonage era de 5.767 persones. Hi havia 1.965 famílies de les quals 282 eren unipersonals (131 homes vivint sols i 151 dones vivint soles), 607 parelles sense fills, 949 parelles amb fills i 127 famílies monoparentals amb fills.
La població ha evolucionat segons el següent gràfic:
Habitants censats

### Habitatges
El 2007 hi havia 2.069 habitatges, 1.992 eren l'habitatge principal de la família, 30 eren segones residències i 47 estaven desocupats. 1.913 eren cases i 134 eren apartaments. Dels 1.992 habitatges principals, 1.775 estaven ocupats pels seus propietaris, 181 estaven llogats i ocupats pels llogaters i 37 estaven cedits a títol gratuït; 21 tenien una cambra, 67 en tenien dues, 208 en tenien tres, 641 en tenien quatre i 1.054 en tenien cinc o més. 1.716 habitatges disposaven pel capbaix d'una plaça de pàrquing. A 685 habitatges hi havia un automòbil i a 1.217 n'hi havia dos o més.

### Piràmide de població
La piràmide de població per edats i sexe el 2009 era:
| Homes | Edats   | Dones |
| ----- | ------- | ----- |
| 4     | 95 o +  | 0     |
| 8     | 90 a 94 | 8     |
| 0     | 85 a 89 | 16    |
| 20    | 80 a 84 | 20    |
| 32    | 75 a 79 | 32    |
| 84    | 70 a 74 | 68    |
| 76    | 65 a 69 | 116   |
| 132   | 60 a 64 | 100   |
| 104   | 55 a 59 | 132   |
| 200   | 50 a 54 | 164   |
| 236   | 45 a 49 | 212   |
| 220   | 40 a 44 | 252   |
| 252   | 35 a 39 | 200   |
| 196   | 30 a 34 | 204   |
| 132   | 25 a 29 | 132   |
| 224   | 20 a 24 | 140   |
| 256   | 15 a 19 | 268   |
| 216   | 10 a 14 | 188   |
| 244   | 5 a 9   | 224   |
| 164   | 0 a 4   | 168   |

## Economia
El 2007 la població en edat de treballar era de 3.874 persones, 2.890 eren actives i 984 eren inactives. De les 2.890 persones actives 2.700 estaven ocupades (1.419 homes i 1.281 dones) i 190 estaven aturades (109 homes i 81 dones). De les 984 persones inactives 335 estaven jubilades, 392 estaven estudiant i 257 estaven classificades com a «altres inactius».

### Ingressos
El 2009 a Jonage hi havia 1.973 unitats fiscals que integraven 5.878,5 persones, la mediana anual d'ingressos fiscals per persona era de 22.314 €.

### Activitats econòmiques
Dels 251 establiments que hi havia el 2007, 2 eren d'empreses extractives, 4 d'empreses alimentàries, 5 d'empreses de fabricació de material elèctric, 15 d'empreses de fabricació d'altres productes industrials, 54 d'empreses de construcció, 56 d'empreses de comerç i reparació d'automòbils, 14 d'empreses de transport, 11 d'empreses d'hostatgeria i restauració, 4 d'empreses d'informació i comunicació, 4 d'empreses financeres, 14 d'empreses immobiliàries, 26 d'empreses de serveis, 28 d'entitats de l'administració pública i 14 d'empreses classificades com a «altres activitats de serveis».
Dels 79 establiments de servei als particulars que hi havia el 2009, 1 era una gendarmeria, 1 oficina de correu, 2 oficines bancàries, 4 tallers de reparació d'automòbils i de material agrícola, 1 autoescola, 5 paletes, 10 guixaires pintors, 4 fusteries, 12 lampisteries, 11 electricistes, 1 empresa de construcció, 6 perruqueries, 1 veterinari, 10 restaurants, 7 agències immobiliàries, 1 tintoreria i 2 salons de bellesa.
Dels 16 establiments comercials que hi havia el 2009, 2 eren supermercats, 3 fleques, 2 carnisseries, 1 una sabateria, 3 botigues d'electrodomèstics, 2 botigues de material esportiu, 2 drogueries i 1 una floristeria.
L'any 2000 a Jonage hi havia 15 explotacions agrícoles que ocupaven un total de 483 hectàrees.

## Equipaments sanitaris i escolars
El 2009 hi havia 2 farmàcies i 1 ambulància.
El 2009 hi havia 3 escoles maternals i 2 escoles elementals.

## Poblacions més properes
El següent diagrama mostra les poblacions més properes.